# 亀山雄慈
亀山 雄慈（かめやま ゆうじ、1985年9月19日 – ）は、日本の男性声優。静岡県出身。WITH LINE所属。

## 略歴
ドワンゴクリエイティブスクール2期生卒業。以前はメディアフォースに所属していた。

## 出演
太字はメインキャラクター。

### テレビアニメ
2014年
- 一週間フレンズ。（レポーター）
- 六畳間の侵略者!?（ハルカゼマン）

2015年
- ISUCA（警備員）
- 聖剣使いの禁呪詠唱（男子生徒）
- 銀魂゜（2015年 - 2016年、ドライバーモヒカン、一橋家武士B、番兵A）
- ケイオスドラゴン 赤竜戦役（男主人）
- オーバーロード（2015年 - 2018年、副長、情報屋、ゴブリン、傭兵、騎長） - 3シリーズ
- 緋弾のアリアAA（強盗）
- 新妹魔王の契約者 BURST（実況）

2016年
- ディバインゲート（ブルーノの父、ハムレット）
- シュヴァルツェスマーケン（ヨーゼフ・マイツェン）
- ツキウタ。 THE ANIMATION（音声スタッフ）
- B-PROJECT〜鼓動*アンビシャス〜（スタッフ）
- 91days（男）
- 侍霊演武:将星乱（華雄）
- にゃんぼー!（2016年 - 2017年、クツシタ）

2017年
- 覆面系ノイズ（ラジオDJ）
- プリンセス・プリンシパル（酒場の客、車掌）
- 地獄少女 宵伽（鈴村）

2018年
- グラゼニ（山里、担当者、若手選手、解説、堺 他） - 2シリーズ
- 魔法少女 俺（官僚）
- 京都寺町三条のホームズ（正孝）
- 軒轅剣 蒼き曜（辛無恤）

2019年
- なむあみだ仏っ!-蓮台 UTENA-（職員、男性）
- 警視庁 特務部 特殊凶悪犯対策室 第七課 -トクナナ-（猿強盗、公安A、警官B、刑事B）
- 戦×恋（ギャラルホルン、エイクスュルニル）
- アフリカのサラリーマン（マントヒヒ）
- 厨病激発ボーイ（教師、生物教師、野球部部長）
- 放課後さいころ倶楽部

2020年
- pet（乾の父、光る眼の男、大使、世話係）
- ゾイドワイルド ZERO（兵士、隊長、通信兵）
- 社長、バトルの時間です!（男、シルドネラたち、社員男）
- A3!（岩井鉄郎） - 2シリーズ
- GO!GO!アトム
- 安達としまむら（車内アナウンス）

2021年
- プレイタの傷（警察官）
- 逆転世界ノ電池少女（真誅軍兵士B）
- 遊☆戯☆王SEVENS（シェフドローン）
- ヴィジュアルプリズン（所員）

2022年
- ドールズフロントライン（グリフィンスタッフ）
- 錆喰いビスコ（砲手）
- 阿波連さんははかれない（2022年 - 2025年、数学教師、マッチョ男、ふたば父、司会者、ヤンキー 他） - 2シリーズ
- 骸骨騎士様、只今異世界へお出掛け中（エルフ狩り、兵士、ファンガス、護衛、手下）
- シュート!Goal to the Future（生徒、新代葵）
- ブッチギレ!（サクヤの父）
- 新テニスの王子様 U-17 WORLD CUP（グレゴワール）
- デュエル・マスターズ WIN（2022年 - 2024年、フォーク＝フォーク、クック・轟・ブルッチ、ド：ノラテップ、芸魔隠狐 カラクリバーシ、天災 デドダム 他） - 2シリーズ
- BLEACH 千年血戦篇（死神）
- 魔入りました!入間くん（マスコット悪魔）
- 農民関連のスキルばっか上げてたら何故か強くなった。（衛兵①）

2023年
- スパイ教室  - 2シリーズ
- 老後に備えて異世界で8万枚の金貨を貯めます（トビアス、招待客、テュルク男爵家料理人、おじさん、ならず者 他）
- アルスの巨獣（ケモビト、ヤマビト）
- D4DJ All Mix（にょちお2号、スタッフ、観客）
- 人間不信の冒険者たちが世界を救うようです（門番）
- おとなりに銀河（島民、父親）
- 異世界召喚は二度目です（兵士、船乗り、村人、男子生徒、男獣人 他）
- 事情を知らない転校生がグイグイくる。（倉敷先生）
- 聖者無双〜サラリーマン、異世界で生き残るために歩む道〜（冒険者）
- 呪術廻戦 懐玉・玉折/渋谷事変（若者）
- デキる猫は今日も憂鬱（同僚）
- 冒険者になりたいと都に出て行った娘がSランクになってた
- ポーション頼みで生き延びます!（長瀬父）

2024年
- 勇気爆発バーンブレイバーン（士官、アパッチ・ガンナー、護衛艦まや攻撃指揮官、ATF隊員C、TSパイロットC 他）
- ぶっちぎり?!（NG BOYS A、シグマスクワッド）
- 明治撃剣-1874-（江藤新平）
- 月刊モー想科学（ドライバー、記者、男性）
- 望まぬ不死の冒険者（試験官）
- 転生したら第七王子だったので、気ままに魔術を極めます（2024年 - 2025年、貴族、モルツ、魔人、アカマキ、アオマキ） - 2シリーズ
- 神は遊戯に飢えている。（隊長）
- ワンルーム、日当たり普通、天使つき。（男性教師）
- じいさんばあさん若返る（鉄二）
- 転生貴族、鑑定スキルで成り上がる（古参兵）
- ハズレ枠の【状態異常スキル】で最強になった俺がすべてを蹂躙するまで（灯河の父、廃棄者、マガツ・ブレイディヌス、宿屋の主人、ミタマ 他）
- この世界は不完全すぎる（村人）
- 天穂のサクナヒメ（石丸）
- 時々ボソッとロシア語でデレる隣のアーリャさん（ラーメン店店員、学園長）
- 異世界ゆるり紀行 〜子育てしながら冒険者します〜（ロード）
- 黄昏アウトフォーカス（男子部員、ホッケー部員、司会）
- アクロトリップ（クマ怪人）
- 君は冥土様。（運転手、テレビクルー）
- さようなら竜生、こんにちは人生（有力者2、ゴーダ、ゼルト）
- 魔王様、リトライ!R（アズール）
- やり直し令嬢は竜帝陛下を攻略中（果物屋）

2025年
- 全修。（兵士、街人C、住民、ヤンキー、酒場の客 他）
- サラリーマンが異世界に行ったら四天王になった話（上司、社員A、槍隊のモブ亜人、オオカミ、ギム商の店主 他）
- 妃教育から逃げたい私（村の男性）
- いずれ最強の錬金術師?（ボガ、ホメロス）
- 外れスキル《木の実マスター》 〜スキルの実（食べたら死ぬ）を無限に食べられるようになった件について〜（超高級店店主、住民）
- 日本へようこそエルフさん。（街の男B、上級魔術師B）
- ハニーレモンソーダ（E組担任）
- 異修羅（環座のクノーディ）
- Übel Blatt〜ユーベルブラット〜（七槍騎士団、ギュレングルフ）
- Sランクモンスターの《ベヒーモス》だけど、猫と間違われてエルフ娘の騎士として暮らしてます（指揮官魔族）
- ユア・フォルマ（医師、警察官、信奉者、<E>の書き込み、技術者 他）
- 魔神創造伝ワタル（白虎、八百万の神B）
- 一瞬で治療していたのに役立たずと追放された天才治癒師、闇ヒーラーとして楽しく生きる（オーク、オークA）
- 鬼人幻燈抄（茂助）
- 未ル わたしのみらい（ジャーナリスト）
- 完璧すぎて可愛げがないと婚約破棄された聖女は隣国に売られる（ジルトニア兵）
- Aランクパーティを離脱した俺は、元教え子たちと迷宮深部を目指す。（町民たち、冒険者、シャドウストーカー、人々）
- 華Doll*-Reinterpretation of Flowering-（ミキサー、幹部、舞台監督）
- ネクロノミ子のコズミックホラーショウ（司会者）
- 神椿市建設中。（前市長、鳥型テセラクター）
- 強くてニューサーガ（ヒドラ）

### 劇場アニメ
- 100日間生きたワニ（2021年、スクリーンの敵役）
- デッドデッドデーモンズデデデデデストラクション（2024年、門司谷） - 後章

### Webアニメ
- オルタード・カーボン:リスリーブド（2020年、Additional Voice）
- ロマンティック・キラー（2022年、キラリンプリンス、当たり屋）
- ラプソディ（2023年、マネージャー）

### ゲーム
2010年
- 「超」怖い話DS 青の章

2014年
- 戦場の円舞曲

2015年
- 剣が君 百夜綴り（螢の父、陸奥国藩主 他）
- 英国探偵ミステリア The Crown（マッケンジー先生、ブライト伯爵 他）
- 絶対迷宮 秘密のおやゆび姫（サーカスの座長、ミント 他）
- 栽培少年（シャンス）
- 灰色都市 32人の容疑者（鮫島恭介）

2016年
- 一血卍傑-ONLINE-（ライデン、イツマデ、セイリュウ）
- 神獄塔 メアリスケルター（ハル）
- スチームプリズン（ザクセン・ブランデンブルク）
- 絶望する白銀少女（クロウ）
- 7'scarlet（叢雲キョウジ）

2017年
- A3!（2017年 - 2018年、若手俳優、通行人、大柄な高校生、劇中劇のスタッフ、ザフラ兵士、岩井鉄郎、山下ジュリアン）
- 閃乱カグラ PEACH BEACH SPLASH（命運）

2018年
- D×2 真・女神転生 リベレーション
- Death end re;Quest（樋泉千治）
- アンダーグラウンドシンフォニー
- ファイトリーグ（闘球王 アントラー・プロップ）
- カルマオンライン -KARMA online-（セイバー）
- 神獄塔 メアリスケルター2（ハル）
- 幽☆遊☆白書 100%本気バトル（美しい魔闘家鈴木）

2019年
- ラングリッサーI&II（ホーキング）
- モンスターストライク（2019年 - 2023年、ベテルギウス）
- 戦国大河（柴田勝家）
- ワールドクロスサーガ -時と少女と鏡の扉-（悪食な霊獣 窮奇）
- Q&Qアンサーズ（白鯨）
- 逆転オセロニア（バルザード）
- ゴーストリコン ブレイクポイント（バディ・グラス / ファビアス 他）

2020年
- 龍が如く7 光と闇の行方（シゲさん 他）
- 神獄塔 メアリスケルターFinale（ハル）
- 天穂のサクナヒメ（石丸）

2022年
- LOST JUDGMENT 裁かれざる記憶 DLC「海藤正治の事件簿」
- ハーヴェステラ（酒場のマスター）

2023年
- ホグワーツ・レガシー（セバスチャン・サロウ）
- Edge of Eternity（コラ）
- コール オブ デューティ モダン・ウォーフェアIII（アンドレイ・ノーラン）

2024年
- 龍が如く8
- FOAMSTARS（グレート・ジェッター）
- Death end re;Quest Code Z（樋泉千治）
- プロジェクトセカイ カラフルステージ! feat. 初音ミク

2025年
- ドラゴンクエストX 未来への扉とまどろみの少女 オンライン（あくま神官、代行者ヨナ）
- 龍が如く8外伝 Pirates in Hawaii
- Mecha BREAK（男性プレイヤー2）

### ドラマCD
2010年
- S.S.D.S.キャラクターソング 愛の熱唱シリーズVol.2 Micha-shin（李斯）

2011年
- 俺の彼女と幼なじみが修羅場すぎる
- S.S.D.S キャラクターソング 愛の熱唱シリーズVol.3 Kero-Mitz（ケロアメ）

2012年
- 占い八百屋（呉平）

2014年
- 魔術師オーフェンはぐれ旅 鋏の託宣（ケリー・マッケレル）

2017年
- 幼女戦記 第3巻サウンドドラマ（ノルデン、連合兵士A）

2018年
- あやかしこ「コミックス第6巻ドラマCD付き特装版」（父親）

2024年
- 君の夜に触れる（佳澄父）
- フロウフルレメディ（高槻雄大）

### 吹き替え

#### 映画
2018年
- ディープ・インパクト2018（ダニエル）

2017年
- デンジャラス・ミッション（シュルツ）

2022年
- ウエスト・サイド・ストーリー（ディーゼル〈ケヴィン・チョラク〉）
- 魔法にかけられて2（キップ）

2023年
- ホーンテッドマンション
- ナポレオン（ブリュッヒャー元帥 他）

2024年
- ジョン・ウィック:コンセクエンス（キーラ〈スコット・アドキンス〉）
- ツイスターズ

#### ドラマ
2010年
- iCarly（ルイ）
- 推奴 -THE SLAVE HUNTERS-（イ・グァンジェ）

2012年
- ポセイドン（キム・デソン）

2016年
- ティーン・ウルフ シーズン3（エイデン）

2018年
- フリーキッシュ 絶望都市（ゼイン）
- レジデント 型破りな天才研修医 シーズン3（ケイン 他）

2020年
- ウォーキング・デッド: ワールド・ビヨンド（フェリックス・カールッチ〈ニコ・トルトレッラ〉）
- フォッシー&ヴァードン 〜ブロードウェイに輝く生涯〜

2021年
- ビッグショット!（ジョージ・パパス）

2022年
- デッドウォーター・フェル 〜虚像に殺された家族〜（テイラー）

2023年
- 捜査官カタリーナ・フス（ポール〈ヴィクトル・ストール・セーゲルハーゲン〉）
- ザ・コンチネンタル:ジョン・ウィックの世界から（チャーリー〈ピーター・グリーン〉）

2025年
- マトロック（ビリー・マルティネス〈デヴィッド・デル・リオ〉）

#### アニメ
- 整形水
- 神々の山嶺（2022年、長谷常雄[35]）
- 齢5000年の草食ドラゴン、いわれなき邪竜認定 season2（2024年、予言者）
- RINGING FATE（2025年、客男）

### デジタルコミック
- Beeマンガ 新宿スワン（2012年、牛尾）
- BeeTV 寄生獣（2014年、島田秀雄）
- UULAマンガ 僕の初恋をキミに捧ぐ（2014年）
- dTV となりの怪物くん（2018年、不良生徒）
- dTV 王様達のヴァイキング（2018年、256）
- リトル・キラー（2023年、レオ[36]）
- ひとつしかないもの（2023年、バーのママ[37]）

### ラジオ
- 軽茶しんどろ〜む

### オーディオブック
- 恋歌（2018年、小四郎）
- 三姉妹探偵団（2018年、安東）
- さよなら、田中さん（2018年）
- 虐殺器官〔新版〕（2018年、リーランド）
- この君なくば（2019年）
- かがみの孤城（2019年、こころの父）

### オーディオドラマ
- 真・三国志妹（2018年、許劭、亜）

### 舞台
- 朗読劇「ENIGMA〜invisible rain〜」（2022年）

### シリーズ一覧
1. ↑  第1期（2015年）、第2期『II』（2018年）、第3期『III』（2018年）
2. ↑  シーズン1（2018年）、シーズン2（2018年）
3. ↑  SEASON SPRING & SUMMER（2020年）、SEASON AUTUMN & WINTER（2020年）
4. ↑  第1期（2022年）、第2期『season2』（2025年）
5. ↑  第1期（2022年 - 2023年）、第2期『決闘学園編』（2023年 - 2024年）
6. ↑  1st season（2023年）、2nd season（2023年）
7. ↑  第1期（2024年）、第2期（2025年）

### 初出話一覧
1. 1 2  第2期 第1話初出
2. ↑  第1期 第1話初出
3. ↑  第1期 第6話初出
4. ↑  第1期 第8話初出
5. ↑  第1期 第11話初出
6. ↑  第2期 第2話初出
7. 1 2 3 4 5 6 7 8 9 10 11 12 13 14  第1話初出
8. 1 2 3 4 5 6 7 8 9 10 11 12 13  第2話初出
9. 1 2 3 4 5 6 7 8  第3話初出
10. 1 2 3 4 5 6  第4話初出
11. 1 2 3 4 5  第5話初出
12. 1 2 3 4 5 6 7 8  第6話初出
13. 1 2 3 4 5 6  第9話初出
14. 1 2 3 4  第12話初出
15. 1 2  第17話初出
16. 1 2 3 4 5 6  第8話初出
17. 1 2  第19話初出
18. 1 2 3 4  第10話初出
19. 1 2 3  第7話初出
20. 1 2 3 4  第11話初出
21. 1 2  第20話初出
22. ↑  第13話初出
23. ↑  第22話初出
24. ↑  第23話初出
25. ↑  第24話初出
26. ↑  第0話初出